# سازش اتریشی-مجاری ۱۸۶۷

پرچم دریایی ملی

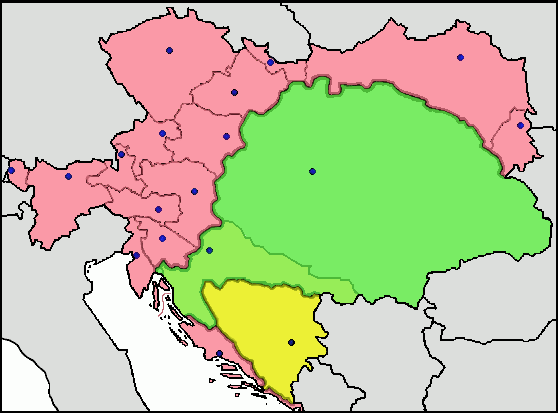
تقسیم‌بندی مناطق تحت حاکمیت وین (سرخ) و مناطق تحت حاکمیت بوداپست (آبی) در پادشاهی دوگانه اتریش-مجارستان. از سال ۱۸۷۸ بوسنی و هرزگوین (زرد) مشترکاً اداره می‌شد.

سازش اتریشی-مجاری ۱۸۶۷ (آلمانی: Österreichisch-Ungarischer Ausgleich; مجاری: osztrák-magyar kiegyezés; انگلیسی: Austro-Hungarian Compromise of 1867) بنیاد پادشاهی دوگانهٔ اتریش-مجارستان ‎۱۸۶۷–۱۹۱۸ بود. این سازش بخشی از حاکمیت در پادشاهی مجارستان را دوباره برقرار کرد، به‌طوری که دیگر هیچ‌گونه تابعیتی نسبت به امپراتوری اتریش نداشته باشد. بنابر این سازش‌نامه، سرزمین‌های خاندان هابسبورگ به عنوان یک اتحادیه بین امپراتوری اتریش و پادشاهی مجارستان دوباره سازمان‌دهی شد. مناطق سیسلتنیا، تحت تسلط اتریش و سرزمین‌های تاج مقدس مجارستان توسط مجلس و نخست‌وزیر جداگانه‌ای اداره می‌شدند. وحدت دو کشور از طریق حاکمیت امپراتور در راس دولت دوگانه حفظ شده بود، که هر دوی عنوان‌های امپراتور اتریش و پادشاه مجارستان را داشت و نیز ادارهٔ وزارتخانه‌های سلطنتی مشترک گسترده‌ای از جمله امور خارجه، دفاع، و امور مالی تحت اختیار مستقیم او قرار داشت.